# Jacques de la Fons
Jacques de la Fons (1575?-1620?) fue un escritor francés.
El objeto de Le Dauphin de Jacques de la Fons es doble: el elogio de la Francia y la instrucción del Delfín de Francia

## Biografía
Nació en Anjou, y el nombre "de la Fous" es comentado en el "Dictionnaire universelle", y es principalmente conocido por el poema heroico "El Delfín", dividido en diez libros y cada libro en capítulos, dedicado a Luis XIII de Francia, entonces Delfín de Francia, proponiendo al joven príncipe como modelo las virtudes y acciones de su padre Enrique IV de Francia.
También dejó escrito un discurso sobre la muerte de Enrique el Grande, y una tragicomedia en cinco actos "El Amor derrotado", representada en el castillo de  Mirabeau en 1599 delante de Enrique de Borbón, duque de Montpesier y Catherine de Joyeve.

## Obra
- L'Amor vaincu, 1599.
- Poictiers, Jean Blanchet, 1599 en 4.º.
- Le Dauphin, París: Moret, 1610 en 8.º.
- Discours sur la mort de Henri-le-Grand, París, 1610, en 8.º.